# Абдыкалыков, Мухамеджан Абдыкалыкович
Мухамеджан Абдыкалыкович Абдыкалыков (каз. Мұқамеджан Әбдіқалықов; 1907 — 13 июля 2006) — советский казахский государственный и партийный деятель. Депутат Верховного Совета СССР (дважды). Депутат Верховного Совета Казахской ССР. Член Президиума республиканского Совета ветеранов.

## Биография
Родился в большой семье плотника в Баянауле. Его отец имел пятерых сыновей, батрачил на баев, искусно мастерил «кереге» для юрт. После семья переехала в Акмолинскую область, и отец устроился на Спасский завод, где хозяевами являлись англичане.
После окончания заводской школы и учёбы в ФЗУ в г. Петропавловске М. Абдыкалыков по направлению губкома комсомола поступает в Кзылординский институт просвещения, ректором которого в то время является Сакен Сейфуллин.
В 1928 году группа студентов, в том числе и М. Абдыкалыков, для завершения учёбы была переведена в открывшийся в г. Алма-Ате первый в республике университет. Абдыкалыков вначале учится на естественном отделении педагогического факультета, а затем, следуя совету ректора С. Асфендиярова, переводится на историко-экономическое отделение. По его же рекомендации Мухамеджана избирают секретарём комсомольской организации университета.
Окончив в 1932 году институт (в 1930 году университет был преобразован в Казахский педагогический институт), Абдыкалыков работает научным сотрудником республиканской (публичной) библиотеки, одновременно ведёт преподавательскую работу в КазПИ на кафедре политэкономии. В течение 10 месяцев он фактически исполняет обязанности директора библиотеки.
В 1938 году М. Абдыкалыков по рекомендации первого секретаря ЦК Компартии Казахстана Н. И. Скворцова назначается Народным комиссаром просвещения (министр образования) КазССР. Работал в этой должности с 1938 по 1941 гг.
За успехи в деле ликвидации неграмотности населения республики, к ХХ- летию Казахстана, Народный комиссариат просвещения, возглавляемый М. Абдыкалыковым награждается Почётной грамотой Верховного Совета Казахской ССР. Такой грамоты был удостоен единственный наркомат.
В 1941 году — заместитель Председателя Совнаркома республики. Осенью и зимой 1941 года одновременно исполняет обязанности председателя исполкома города Алма-Ата. В 1942 году в возрасте 34-х лет М. Абдыкалыков избирается членом бюро и секретарём ЦК Компартии Казахстана по пропаганде и идеологии.
Совместно с академиком А. Панкратовой являлся ответственным редактором «Истории Казахской ССР с древнейших времён до наших дней», вышедшей из печати в 1943 году. Книга была выдвинута на Сталинскую премию. После выхода книги она подверглась жёсткой критике. М. Абдыкалыков принципиально и твёрдо отстаивает концепцию авторов книги, из-за чего в итоге лишился своего поста, а сама книга изымается из всех библиотек и уничтожается. В 2011 году данная книга была переиздана в первоначальном варианте.
В 1943 году для выполнения особого задания ГлавПУРа Абдыкалыков командирован на Северо — Западный фронт, где выступал перед воинами-казахстанцами во всех полках 8-й гвардейской дивизии (Панфиловская).
Позже М. Абдыкалыков возглавляет правительственную комиссию по созданию Академии наук Казахстана.
С декабря 1947 по июнь 1967 года — работает в Институте истории партии (Казахский филиал Института марксизма-ленинизма при ЦК КПСС), в том числе занимаясь переводом на казахский язык трудов классиков марксизма-ленинизма.
Избирался депутатом Совета Национальностей (от Казахской ССР) Верховного Совета СССР 1-го (1941—1946) и 2-го (1946—1950) созывов.

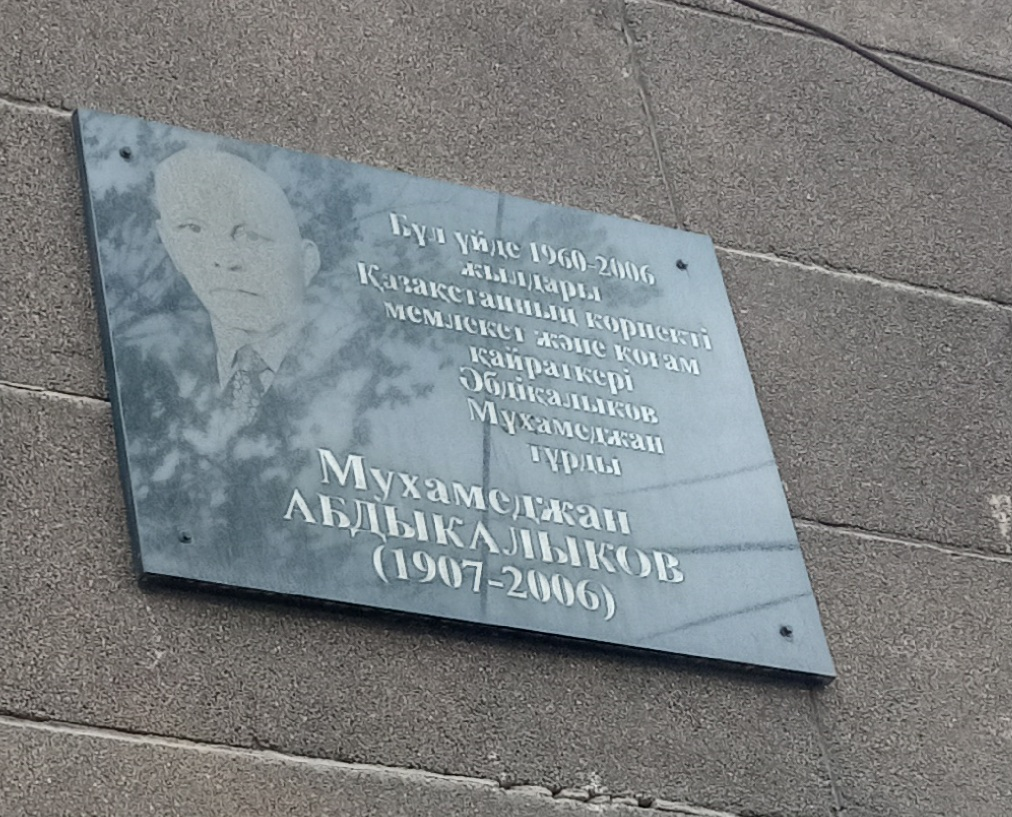
Мемориальная доска к дому, где жил в 1960—2006 годах Мухаммеджан Абдыкалык.

С 1967 года — персональный пенсионер союзного значения.

### Семья
Жена — Анна Ивановна;
- сын — Искандер,
- дочь — Анеля.

## Награды и звания
- Орден Трудового Красного Знамени — два (один из них от 5.11.1940 — «в связи с 20-летним юбилеем Казахской ССР, за достижения в развитии промышленности, сельского хозяйства, науки и искусства»).
- Орден Отечественной войны I-й степени
- «Почётный гражданин» города Алма-Аты — 1966 г.
- Орден Отан (2005 г.)
- медали
- почётные грамоты